# Alojzy Górecki
Alojzy Górecki (ur. 12 czerwca 1910 w Toruniu, zm. 31 maja 1971 w Nowej Soli), polski duchowny katolicki, proboszcz w Dzierżoniowie i Nowym Miasteczku, autor artykułów religijnych.
Był synem Józefa i Walerii z Cywińskich. Studia teologiczne odbywał w seminarium ojców redemptorystów w Tuchowie, święcenia kapłańskie otrzymał 20 kwietnia 1935 w Tarnowie. Początkowo pracował jako misjonarz w Toruniu i Warszawie, w 1942 został kapłanem archidiecezji lwowskiej i powierzono mu obowiązki wikariusza w Uściu Zielonym. Od 1944 był administratorem parafii Przydonice, potem parafii Góra (diecezja włocławska).
Po wojnie pracował jako duszpasterz na Dolnym Śląsku. Był kolejno wikariuszem w Żarowie i Żórawinie. W latach 1951–1957 był proboszczem w Dzierżoniowie, gdzie pełnił także funkcję dziekana. W 1958 przeszedł na probostwo w Nowym Miasteczku. Ze względu na pogarszający się stan zdrowia na własną prośbę przeszedł na wcześniejszą emeryturę, ostatnie lata życia spędził w Nowej Soli. Tamże zmarł 31 maja 1971 i został pochowany.
W latach 50. ogłaszał artykuły o tematyce religijnej we Wrocławskim Tygodniku Katolików. Opublikował m.in. Jak odmawiać różaniec? (1954, nr 41), Św. Paweł apostoł narodów (1954, nr 1), Grzechy, o których często zapominamy (1955, nr 19), O grzechu niewiedzy religijnej (1955, nr 31), Cześć Matki Boskiej w Kościele (1955, nr 44).

## Odznaczenia
- Krzyż Kawalerski Orderu Odrodzenia Polski (uchwałą Rady Państwa z 19 lipca 1954, za zasługi w pracy społecznej)[1]